# Batalha de Filipópolis (1208)
A Batalha de Filipópólis, também chamada de Batalha de Plovdiv (em búlgaro:  Битка при Пловдив), foi travada em 30 de junho de 1208 nas proximidades de Filipópolis (Plovdiv, Bulgária) entre as forças do Império Búlgaro e o Império Latino, resultando numa vitória dos cruzados latinos.

## Origem do conflito
Depois que os exércitos da Quarta Cruzada tomaram Constantinopla, a capital bizantina, em 1204, eles fundaram um novo império que reinou sobre os antigos territórios bizantinos e continuaram a lutar contra os estados que surgiram na sequência - o Despotado de Epiro na Europa e o Império de Niceia na Ásia Menor. O imperador latino, Balduíno rejeitou uma proposta de paz do imperador búlgaro, Joanitzes, e, no ano seguinte, um exército cruzado foi aniquilado pelos búlgaros na Batalha de Adrianópolis. Balduíno foi capturado e morreu numa prisão em Tarnovo, a capital da Bulgária.
Porém, Joanitzes foi assassinado durante um cerco a Tessalônica em 1207. O complô foi organizado pelo seu primo, Boril, que o sucedeu no trono. O novo imperador logo teve que lidar com um golpe contra si orquestrado pelos aliados do herdeiro legítimo da coroa, João Asen II, que ainda era um garoto na época. A confusão na Bulgária deu aos latinos a chance de se reorganizar.

## A batalha
Na primavera de 1208, Boril, acreditando que a situação em casa já estava mais calma, voltou sua atenção novamente para a política externa. É possível que fosse um partidário das políticas de seu antecessor e, por isso, continuou a guerra contra o Império Latino. O exército búlgaro invadiu a Trácia e derrotou os cruzados perto de Beroia (moderna Stara Zagora). Encorajado pelo sucesso, Boril marchou para o sul e, em 30 de junho de 1208, encontrou o principal exército latino. Boril tinha 1 800 - 2 200 soldados contra os 2 000 cavaleiros e alguns milhares de soldados latinos - Boril tentou utilizar-se da mesma tática aplicada por Joanitzes em Adrianópolis: os arqueiros montados búlgaros fustigaram os cruzados para esticar sua formação na direção da força principal búlgara. Os cavaleiros, porém, haviam aprendido a lição e não repetiram o mesmo erro. Eles organizaram uma armadilha e atacaram em peso destacamento que era liderado pelo próprio tsar. Boril, com apenas 1 600 não conseguiu resistir ao assalto e fugiu, forçando todo o exército búlgaro a recuar.
Os búlgaros sabiam que os latinos não iriam persegui-los nas montanhas e, por isso, recuaram para um dos passos orientais da cordilheira dos Bálcãs, chamado Turia. Os cruzados que seguiram o exército búlgaro foram atacados numa região montanhosa perto da moderna vila de Zelenikovo pela retaguarda búlgara e, depois de um duro combate, foram derrotados. Porém, quando a principal força latina chegou, conseguiram manter a formação e a batalha continuou por um bom tempo, terminando somente quando os búlgaros conseguiram fazer passar quase todo o exército pelas montanhas. Os cruzados também recuaram para Filipópolis.

## Consequências
A derrota não foi desastrosa e, no ano seguinte, a guerra continuou. Borial era um líder enérgico e persistente, mas não conseguiu realizar seus planos. Em 1209, Henrique conseguiu convencer Aleixo Eslavo, que governava a região das montanhas Ródope, a quem deu a mão de sua filha. Para compensar, Boril teve que se aliar com seu irmão, Estrácio, que governava em Prosek - ele deu-lhe o título de sebastocrator e o direito de governar suas terras livremente. Em 1211, os búlgaros se aliaram aos nicenos, mas nem as forças conjuntas dos dois impérios foi suficiente para retomar Constantinopla. Depois do fracasso, Boril reorientou sua política externa e a paz com os latinos foi selada depois do casamento da filha de Joanitzes, Maria da Bulgária com Henrique.